# Heteropoda spurgeon
Heteropoda spurgeon är en spindelart som beskrevs av Davies 1994. Heteropoda spurgeon ingår i släktet Heteropoda och familjen jättekrabbspindlar.
Artens utbredningsområde är Queensland. Inga underarter finns listade i Catalogue of Life.